# Andorra Challenger 1999
L'Andorra Challenger 1999 è stato un torneo di tennis facente parte della categoria ATP Challenger Series nell'ambito dell'ATP Challenger Series 1999. Il torneo si è giocato a Andorra in Andorra dal 15 al 21 novembre 1999 su campi in cemento indoor.

## Vincitori

### Singolare
Justin Gimelstob ha battuto in finale  Maks Mirny 4-6, 7-6, 7-5

### Doppio
Juan Ignacio Carrasco /  Jairo Velasco, Jr. hanno battuto in finale  Scott Humphries /  Peter Nyborg 7-5, 7-6